# Guatemalteca
Guatemalteca is een geslacht van kevers uit de familie van de loopkevers (Carabidae). De wetenschappelijke naam van het geslacht is voor het eerst geldig gepubliceerd in 2004 door Erwin.

## Soorten
Het geslacht Guatemalteca is monotypisch en omvat slechts de volgende soort:
- Guatemalteca virgen Erwin, 2004